# Regione Autonoma di Gorno-Badachshan
Il Gorno-Badachshan (trascritto anche come Gorno-Badachšan, in tagico Вилояти Мухтори Кӯҳистони Бадахшон, Viloyati Mukhtori Kuhistoni Badakhshon o ولایت مختار کوهستان بدخشان) è una regione autonoma del Tagikistan. Ampia 64 200 km² (il 40% del territorio nazionale), vi abitano circa 227 000 persone. Il capoluogo è Choruǧ. Si trova nella zona sud-orientale del paese, sull'altopiano del Pamir. L'economia si basa sull'allevamento e sullo sfruttamento delle foreste.

## Storia
Il nome Badachshan, coniato in russo, significa letteralmente "montagnoso". La regione venne annessa alla Russia nel 1895. Fu l'ultima roccaforte della rivolta dei basmachi e fino al 1922 resistette all'annessione al Turkestan bolscevico. Nel 1925 venne istituita l'oblast autonoma di Gorno-Badachshan e quattro anni dopo venne inglobato nella Repubblica Socialista Sovietica Tagika. Nel 1991 la repubblica ottenne l'indipendenza dall'Unione Sovietica e nel 1992 il Gorno-Badachshan tentò di ottenere a sua volta l'indipendenza, non riuscendo però nell'intento. Durante la guerra civile scoppiata nello stesso anno, molti pamiri furono bersaglio dei gruppi etnici rivali.

## Geografia fisica

### Distretti
La regione è suddivisa in 7 distretti:
- Distretto di Darvoz
- Distretto di Vanj
- Distretto di Rushon
- Distretto di Shughnon
- Distretto di Roshtqal'a
- Distretto di Ishkoshim
- Distretto di Murǧob

### Confini
Confina a nord col Kirghizistan, a sud con l'Afghanistan, e a est con la Cina (regione autonoma dello Xinjiang). Entro il Tagikistan confina a nord con i Distretti di Subordinazione Repubblicana (la provincia a cui appartiene la capitale Dušanbe) e a ovest con il Chatlon.